# Rozplatanie tęczy
Rozplatanie tęczy – wydana w 1998 książka brytyjskiego biologa Richarda Dawkinsa zajmująca się relacjami pomiędzy nauką i sztuką widzianymi z perspektywy naukowca.
Dawkins analizuje popularny pogląd jakoby nauka i sztuka były z konieczności wzajemnie nieprzystające. Sprowokowany niechętnymi wobec naturalistycznego światopoglądu reakcjami na jego wcześniejsze książki ("Samolubny gen" i "Ślepy zegarmistrz") wyjaśnia, że jako naukowiec widzi świat zachwycających zjawisk. Pogląd, że wynikają z dających się zrozumieć praw natur, a nie są niewyjaśnialnymi działaniami bóstwa powiększa przyjemność jaką daje ich obserwacja i badanie.
Książka zaczyna się od dobrze znanego zarzutu postawionego Newtonowi przez poetę Johna Keatsa, jakoby ten zniszczył piękno tęczy wyjaśniając na czym polega to zjawisko. Celem książki jest wyjaśnienie, że nauka nie niszczy, ale wręcz przeciwnie, raczej odkrywa poezję w przyrodzie.
Polskie wydanie w tłumaczeniu Moniki Betley zostało opublikowane przez wydawnictwo Prószyński i S-ka w 2001, w serii "Na ścieżkach nauki" (ISBN 83-7469-579-4).

## Streszczenie argumentów
Poniższe streszczenie nie zawiera wyjaśnień zjawisk naukowych zajmujących większość książki.

### Wstęp
Niezależnie od tego czy nauka twierdzi, że istnienie wszechświata jest jako takie pozbawione celu, doświadczamy świata na ludzkim poziomie uczuć i wrażeń. Nie ma więc powodu do obawy przed nauką. W rzeczywistości ludzie szukający piękna lub poezji nie muszą odwoływać się do sił nadnaturalnych czy nawet samej tajemniczości: nauka, polegająca na wyjaśnianiu tajemnic zawiera w sobie piękno i poezję.

### Znieczulenie zażyłością
Pierwszy rozdział opisuje wiele sposobów przedstawienia piękna wszechświata – kiedy widzimy go w naukowy sposób. Już na początku przedstawia dodatkowy powód by odnieść się do nauki. Czasoprzestrzeń jest tak rozległa, że prawdopodobieństwo pojawienia się w danym jej punkcie czytelnika książki jest znikome. Co więcej, w ogóle prawdopodobieństwo jego narodzenia się jest znikome i wiedząc jak szczególną jest to okolicznością rozsądnie jest poświęcić życie na zrozumienie wszechświata. Zamiast zwyczajnego odczucia bycia częścią przyrody lepiej wznieść się ponad to "znieczulenie zażyłością" i badać ją metodami naukowymi.

### Salon księcia
Pierwsze dwa powody zastosowania nauki w sztukach pięknych to: piękno przedmiotu jej badań oraz obowiązek wobec rozumu. Ten rozdział prezentuje trzeci: podniesienie jakości sztuki. Nauka często jest popularyzowana w uproszczonej postaci by mogli ją zrozumieć ludzie nie zajmujący się nauką. Jest to krzywdzące dla tych, którzy są w stanie zrozumieć piękno wszechświata tak głęboko jak naukowcy. Udane zastosowanie nieuproszczonej nauki jest korzystne dla sztuki, wszak zarówno artyści jak i naukowcy motywowani są tym samym duchem ciekawości. Powinniśmy więc walczyć z przesądem, że nauka jest trudna, nudna i nieużyteczna dla zwykłych ludzi.

### Kody kreskowe gwiazd
Badając takie zjawisko jak kwiat nie można oddzielić go od jego piękna. Po pierwsze tacy naukowcy jak Richard Feynman są w stanie docenić estetykę kwiatu podczas badania go. Po drugie zagadki jakie nauka wyjaśnia prowadzą nas często do nowych i jeszcze bardziej intrygujących tajemnic np. botanika może prowadzić do prac nad świadomością muchówek. Ten efekt mnożenia się zagadek powinien być inspirujący nawet dla ludzi uważających naukę za nudną i pozbawioną piękna, np. dla zgadzających się ze znanym stwierdzeniem Einsteina "najpiękniejsze czego mogę doświadczyć to tajemnica". Reszta rozdziału omawia nowe, inspirujące zagadnienia jakie wyłoniły się po "odczarowaniu" tęczy przez Newtona (np. efekt pryzmatyczny w wilgotnym powietrzu).

### Kody kreskowe w powietrzu
Więcej dowodów na piękno świata widzianego przy pomocy nauki. Wyjaśnienie fal dźwiękowych, śpiewu ptaków i zjawisk niskiej częstotliwości takich jak wahadło i występujące regularnie masowe wymierania.

### Kody kreskowe w barze
Czwartym powodem jest fakt, że to właśnie nauka jest w stanie dostarczyć nam dowodów w obliczu prawa za pomocą analizy DNA (Genetic fingerprinting) czy też zwykłej statystyki. Idąc za radami nauki jesteśmy w stanie podejmować lepsze decyzje.

### Zaczarowani
Ten rozdział prezentuje błędy w astrologii, religii, czarach i UFO. Mowa jest też o łatwowierności i kryterium Dawida Hume'a.

### Rozplatanie niesamowitości
Zadziwiające koincydencje zdarzają się częściej niż moglibyśmy przypuszczać, a nadinterpretowane prowadzą do błędnych wniosków. Zastosowanie statystyki może wyjaśnić, które z nich są znaczące, a które są zwykłym przypadkiem.

### Wielkie symbole wielkiej prozy
W przeciwieństwie do dobrej poezji (gdzie metafory i efektowne sformułowania używane są do opisania znanych już rzeczy) zła poezja traktuje czytelnika jak dziecko używając naiwnych obrazów i choć czasem jest to użyteczne niektórzy pisarze "pijani metaforą" przedstawiają zły obraz nauki, co gorsza czasem zniekształcając jej twierdzenia. Jest to spowodowane naturalną dla ludzi tendencją do rozumienia nowych rzeczy przez szukanie odpowiedników wśród tego co już się zna.

### Egoistyczny współpracownik
Geny współzawodniczą ze sobą, ale odbywa się to w kontekście współpracy, jak zostało to zaprezentowane na przykładzie mitochondrium, bakterii i termitów. Dwa typy współpracy to koadaptacja (wytworzenie jednocześnie dwóch cech organizmu) i koewolucja (dwa zmieniające się we wzajemnej zależności gatunki, jak np. drapieżnik i zwierzyna).

### Genetyczna Księga Umarłych
Ciało osobnika każdego gatunku zawiera wskazówki dotyczące zamieszkiwanego przez niego środowiska. Geny natomiast pozwalają zrekonstruować jego przeszłość, w ten sposób DNA jest swego rodzaju palimpsestem, cyfrowym archiwum, dla tych, którzy rozumieją sposób w jaki zakodowana została tam przeszłość. Pod koniec rozdziału omawiany jest zadziwiający genotyp kukułki.

### Zaplatanie świata
Mózg jest podobny do potężnego komputera, bo tworzy swego rodzaju wirtualną rzeczywistość – oszczędny model otoczenia. Omawiana jest budowa neuronów a mózg porównywany jest do genów; pomimo dużej różnicy w skali czasu oba zapisują przeszłość otoczenia by umożliwić osobnikowi możliwie skuteczne przewidywanie przyszłości.

### Balon umysłu
Równoległy i błyskawiczny rozwój sprzętu komputerowego i oprogramowania jest przykładem tego co Dawkins nazywa "samoodżywiającą się koewolucją". Podobny fenomen miał miejsce w odpowiednio większej skali czasu miliony lat temu, kiedy umysły i mózgi naszych przodków zaczęły się równocześnie rozwijać w bardzo szybkim tempie. Pięć możliwych czynników, które wyzwoliły ten proces to: język, czytanie mapy, balistyka, memy oraz stosowanie metafor i analogii.

### Podsumowanie
Ostatnie dwa rozdziały są podsumowaniem książki. Dawkins pisze, że ludzie są jedynym gatunkiem, który ma potrzebę sensu życia i najlepiej gdyby była nim potrzeba jak najlepszego zrozumienia świata.

## Petwhac
W książce pojawia się akronim "Petwhac" (Population of Events That Would Have Appeared Coincidental – zbiór wydarzeń mogących wydarzać się równocześnie) oznaczający wszystkie zdarzenia, które mogą wydawać się koincydencją, ale są możliwe i statystycznie prawdopodobne.
Oto przykład: na wakacjach widzisz kolegę ze szkoły, którego nie widziałeś już siedem lat (wydarzenie mało prawdopodobne). Ale zanim nazwiemy to przeznaczeniem lub koincydencją warto je rozważyć w kategoriach petwhac (spotkanie jakiegokolwiek kolegi przez cały ten czas w dowolnym miejscu, lub spotkanie przyjaciół twoich braci, sióstr lub rodziców, dawnych partnerów, sąsiadów, nauczycieli, kogoś kto pracował w miejscowym sklepiku itd... lista tych osób wydaje się nie mieć końca, a każde spotkanie choć w małym stopniu, ale jest prawdopodobne). W skrócie im większy petwhac, tym bardziej powinniśmy unikać określania takiego zdarzenia przeznaczeniem lub koincydencją. Dawkins przedstawia wiele przykładów jako ilustrację tego zjawiska.